# FK Tsarsko Selo Sofia
FK Tsarsko Selo Sofia (Bulgaars: ФК София 2010) was een Bulgaarse betaaldvoetbalclub uit de stad Sofia.

## Geschiedenis
De club werd in 2007 opgericht en sloot zich in 2010 aan bij de Bulgaarse bond als FK Sofia 2010. In 2015 werd de naam gewijzigd in FK Tsarsko Selo Sofia en promoveerde de club naar de Vtora Liga, de tweede klasse. In 2018 werd de club derde en speelde de play-off om promotie naar de hoogste klasse maar verloor deze van eersteklasser Doenav Roese. In 2019 werd de club kampioen en promoveerde het alsnog naar de Parva Liga. 
In het eerste seizoen moest de club een play-off spelen tegen tweedeklasser Septemvri Sofia om het behoud te verzekeren. Na een rustig seizoen in 2020/21 werd de club laatste in 2022 en werd daarna ontbonden.

## Bekende (oud-)spelers
- Rodney Antwi
- Dylan Mertens